# ديفيد بوي (ألبوم 1967)
ديفيد بوي هو الألبوم الأول من قبل الموسيقي الإنجليزي ديفيد بوي، صدر في يونيو الأول 1967، على سجلات ديريم.
محتواه يحمل قليلاً من التشابه العلني مع نوع الموسيقى التي جعلته في وقت لاحق مشهوراًَ، مثل الفولك روك لأغنية «غرائب الفضاء» أوغلام روك مثل ألبوم «صعود وهبوط زيجي ستارداست والعناكب من المريخ» . وقال النقاد روي كار وتشارلز شار موراي «المستمع الذي اعتاد بشكل صارم على ديفيد بوي و مجموعة أغانيه من السبعينات ربما يجد هذا الألبوم الأول إما صدمة أو ببساطة غريبة»، في حين وصف كاتب السيرة الذاتية ديفيد بكلي وضعها في مكانة إستكشاف باوي «الفينيل يعادلها سيدة مجنونة في العلية».

## التأثيرات
اشتملت تأثيرات ديفيد بوي في هذه المرحلة من حياته المهنية على الإيقاعات المسرحية من أمثال أنثوني نيولي، أغاني من قاعة الموسيقى من أمثال تومي ستيل، وبعض المواد الأكثر غريب الأطوار و «بريطانية» من قبل راي ديفيز من فرقة كينكس، وأغاني طفولية قليلة متصدعة من سيد باريت في وقت مبكر من فرقة بينك فلويد، و إيقاعات الإدواردية المشتركة من قبل مغنين أخرين مثل أغانية من فرقة البيتلز «كونها لصالح سيد كايت!» رغبة مدير بوي آنذاك، كين بيت، لتهمته ليصبح بوي «ترفيهي من جميع النواحي» بدلاً من«نجم روك» قد تم الإستشهاد بأنها مؤثرة على أسلوب بوي في كتاب الأغاني في تلك الوقت، والتي تحاشت عملياً أي روك 'ن' رول قد كان يريد أن يستعمل في أغانيه. وقال بوي نفسه أن ألبومه الأول «يبدو أن لها جذور في كل مكان، في الروك فودفيل وقاعة الموسيقى. وأنا لم أكن أعرف ما إذا كنت ماكس ميلر أو إلفيس بريسلي».

## الأسلوب والموضوع
الألبوم كتب فقط من قبل بوي، الذي رتب أيضاً مع ديك فيرنلي، بعد أن ذكر أن علموا أنفسهم الحرفة باستخدام كتاب المراقب للموسيقى. أغنية «الفرقة المطاطية» كان لحن مسيرة التي استخدمت توبا كأداة رئيسية. أغنية «بومباردييه الصغيرة» و «خادمة شارع بوند» كانوا في وقت الفالس، وأيضاً استخداموا بنطاق واسع آلة النفخ النحاسية وآلة وترية.أغنية «أحبك حتى يوم الثلاثاء» و «تعال وإشرايني ألعابي» كانت من بين عدد قليل من الأغاني على الألبوم مع الغيتار(الصوتي) في القيادة ، السابق مكثف بشكل كبير من قبل السلاسل. أغنية «انضمام العصابة» كانت رحلة نادرة في ثقافة الشباب المعاصرة، وهي ملاحظة صريحة في ضغط الأقران واستعمال العقاقير، والتي شملت السيتار من بعض لآلات الموسيقية، فضلا عن الاقتباس الموسيقي من النجاح الأخيرة لفرقة سبنسر ديفيس «أعطيني بعض الحب». كانت الأغنية النهائية «رجاءً سيد حفار القبور»، «ثنائي مرعباً للصوت والمؤثرات الصوتية»، ووصف بأنه «واحدة من لحظات بوب المجنونة حقا».
على الرغم من تناقض الألبوم في كتالوج بوي، بعض المعلقين بينوا الأغاني الجنينية في الألبوم كعمل بوي الأكثر نضجاً. أغنية «نحن رجال الجائعون» يقال من قبل شخصية «المشيح» التي من شأنها أن تظهر مرة أخرى بأشكال مختلفة في عدة أغاني مثل «لجنة الإوز الصغير» (من ألبوم غرائب الفضاء)، «آلة المنقذ» (من الرجل الذي باع العالم ) و «أه! أنت الأشياء الجميلة» (من هانكي دوري)، وكذلك في بطل الرواية من ألبوم صعود وهبوط زيجي ستارداست والعناكب من المريخ. كما أشار الألبوم بصراحة إلى مواضيع مثل الإجهاض، قتل الأطفال، وأكل لحوم البشر. أغنية «هناك أرض سعيدة» كان مظهرا مبكرا لرؤية بوي للأطفال كعرق بعيداً عن شيوخهم، وهو موضوع أعيد النظر إليه في ألبوم الرجل الذي باع العالم، هانكي دوري وزيجي ستارداست. أغنية «انها حصلت على ميداليات» كان حكاية الإنحناء بين الجنسين مع دلالات مثلي الجنس والمثليات التي سبقت «غطاء اللباس» للألبوم الرجل الذي باع العالم وطابع ازدواجية الميول الجنسي / والزنمردة لزيجي ستارداست.

## الأغاني المنفردة
قبل إصدار الألبوم، أصدر سجلات دريم أغاني فرديين مع نفس الموظفين، «الفرقة المطاطية» و «أولاد لندن»، في ديسمبر 1966، و «الغنوم الضاحك» و «الإنجيل وفقاً لي توني داي»، في أبريل 1967. «الفرقة المطاطية» كانت تسجيل مختلف من أغنية الألبوم. «أولاد لندن» قد أشيد بأول تحفة صغيرة من بوي، ملاحظة محزنة لمشهد المود في لندن في ذلك الوقت. وكان «الغنوم الضاحك» سجلاً جديدا يضم غناء عالي النبرة ولكن تقنية الفاريسبيد المستخدمة لخلق هذا التأثير من شأنه أن يخدمه بوي بطريقة أكثر جدي في العديد من الأغاني في المستقبل بما في ذلك «بعد كل شيء»، «إخوة البيولاي»، «الشهرة» و «أصرخ مثل الطفل». أصبحت الأغنية ناجحة عندما أعيد إصدارها في عام 1973، في أعقاب اختراق بوي التجاري مع ألبوم صعود وهبوط زيجي ستارداست والعناكب من المريخ. على الرغم من كونها مختلفة جذرياً عن مواده في ذلك الوقت، الأغنية وصلت للرقم 6 في لائحة أفضل الأغاني في المملكة المتحدة. تم إصدار نسخة مسجلة من «أحبك حتى يوم الثلاثاء» و «هل لديك أي وقت مضى حلم» في يوليو 1967 كأغاني منفردة.

## الإفراج والإستجابة
أطلق سراح ألبوم ديفيد بوي في المملكة المتحدة، في كل من مونو و ستيريو، في 1 يونيو 1967، وهو نفس تاريخ إظلاق ألبوم فرقة وحيدي قلوب نادي الرقيب. فلفل. صدر في الولايات المتحدة في أغسطس 1967، ناقص «نحن الرجال الجائعون» و «خادمة شارع بوند». الألبوم - الذي وصل إلى 125 فقط في مخططات الألبوم في المملكة المتحدة - والأغاني الفردية المرتبطة بها كانت جميعهم فشلات تجارية في ذلك الوقت، وبوي لم يفرج عن ألبوم آخر حتى عام 1969 لألبوم (ديفيد بوي) بعد عامين. فشل الألبوم كلفة بوي عقده مع سجلات ديريم الذي تركوه في أبريل 1968. ثم قام بوي بتصوير فيديو بعنوان «أحبك حتى يوم الثلاثاء» في عام 1969 لبيع نفسه لشركة سجلات جديدة. الفيديو أعادت التدوير العديد من الأغاني من الألبوم الأول وكذلك الأغنية التي كتبت حديثاً «غرائب الفضاء». شهدت العديد من الأغاني المعاد تدويرها في الفيديو ترتيبات الأوركسترا الجديدة وإضافة الدعم الغنائي من اثنين من أصدقائه. شهد الفيديو إصدارا عاماً رسمياً في عام 1984. قد تم إعادة تدوير الأغاني من الألبوم الأول والأغاني الفردية، بالإضافة إلى أعمال ديريم لاحقاً، في ألبومات التجميع، بما في ذلك عالم ديفيد بوي (1970)، صور 1966-1967 (1973)، وجه آخر (1981)، إنعكاسات روك (1990)، و أحلام الأنثولوجي 1966-1968 (1997).
أعيد إصدار الألبوم نفسه من قبل مسجلات ديريم على إسطوانة في عام 1988. الكتيب يعيد طباعة البيان الصحفي الأصلي من قبل كينيث بيت ومقالة جديدة (1988) من قبل جون تراسي. بالإضافة إلى ذلك، فإن الإكمام الخلفي يلاحظ الإصدارات المختلفة . هي «الفرقة المطاطية» (النسخة 2)، «عندما أعيش حلمي» (النسخة 1) و «رجاءً سيد حفار القبور» (الإصدار 2).
في عام 2010، صدر الألبوم في طبعة فاخرة من قبل سجلات دريم في المملكة المتحدة ومجموعة يونيفرسال الموسيقية في جميع أنحاء العالم. هذا يتميز كل من ستيريو ومزيج أحادي من الألبوم، جنبا إلى جنب مع مزيج من ستيريو أغاني التي لم تكن قد سبق إطلاقها، ولأول مرة كإصدار رسمي، أول جلسة إذاعية بي بي سي. (توب جير، 18 ديسمبر 1967).

## أغاني الألبوم
| الجانب الأول                    |
| الرقم العنوان المدة             |
| ------------------------------- |
| 1. "العم أرثر" 2:07             |
| 2. "بيع لي معطف" 2:58           |
| 3. "الفرقة المطاطية" 2:17       |
| 4. "أحبك إلى يوم الثلاثاء" 3:09 |
| 5. "هناك أرض سعيدة" 3:11        |
| 6. "نحن رجال جائعون" 2:59       |
| 7. "عندما أعيش حلمي" 3:22       |

| الجانب الثاني                     |
| الرقم العنوان المدة               |
| --------------------------------- |
| 8. "بومباردييه الصغيرة" 3:23      |
| 9. "الولد السخيف الأزرق" 4:36     |
| 10. "تعال وإشرايني ألعابي" 2:07   |
| 11. "أنضم إلى العصابة" 2:17       |
| 12. "انها حصلت على ميداليات" 2:23 |
| 13. "خادمة شارع بوند" 1:43        |
| 14. "رجاءً سيد حفار القبور" 2:35   |

## شؤون الموظفين
- ديفيد بوي - الغناء، القيثارة، الساكسفون، توزيع موسيقي
- دريك بويس - الأرغن
- ديك فيرنلي - غيتار البيس، ترتيب الأوكسترا
- جون إيغر - طقم طبول
- ميك فيرنون - منتج
- غس ددجون - مهندس الصوت

## روابط خارجية
- ديفيد بوي على موقع أول موفي (الإنجليزية)